# رباط كعبري زندي ظهري
الرباط الكعبري الزندي الظهري (الرباط الكعبري الزندي الخلفي) يمتد بين السطوح المتناظرة على الجانب الظهري للمفصل الكعبري الزندي البعيد.